# Ivor Allchurch
Ivor Allchurch (Swansea, 1929. október 16.  – Swansea, 1997. július 10.) walesi válogatott labdarúgó. 

## Pályafutása

### Klubcsapatban
1947 és 1958 között a Swansea Town csapatában játszott. 1958-tól 1962-ig a Newcastle United játékosa volt. 1962 és 1965 között a Cardiff City együttesében szerepelt, melynek tagjaként 1964-ben és 1965-ben megnyerte a walesi kupát. 1965 és 1968 között a Swansea Townban játszott.

### A válogatottban
1950 és 1966 között 68 alkalommal szerepelt a walesi válogatottban és 23 gólt szerzett. Részt vett az 1958-as világbajnokságon, ahol a Mexikó és a Magyarország elleni csoportmérkőzésen is gólt szerzett.

## Sikerei, díjai
Swansea Town
- Walesi kupagyőztes (2): 1949–50, 1965–66

Cardiff City
- Walesi kupagyőztes (2): 1963–64, 1964–65